# Filtro (ottica)

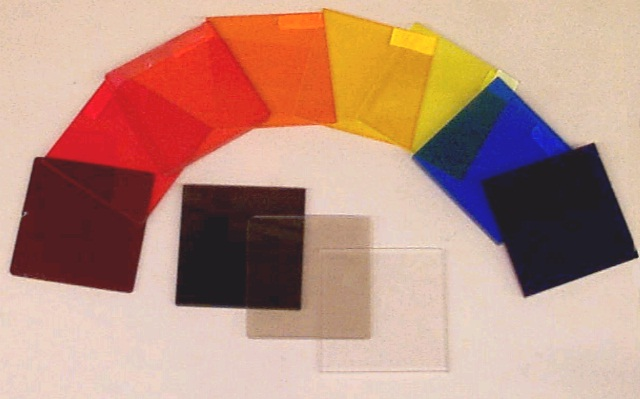
Filtri colorati e neutri

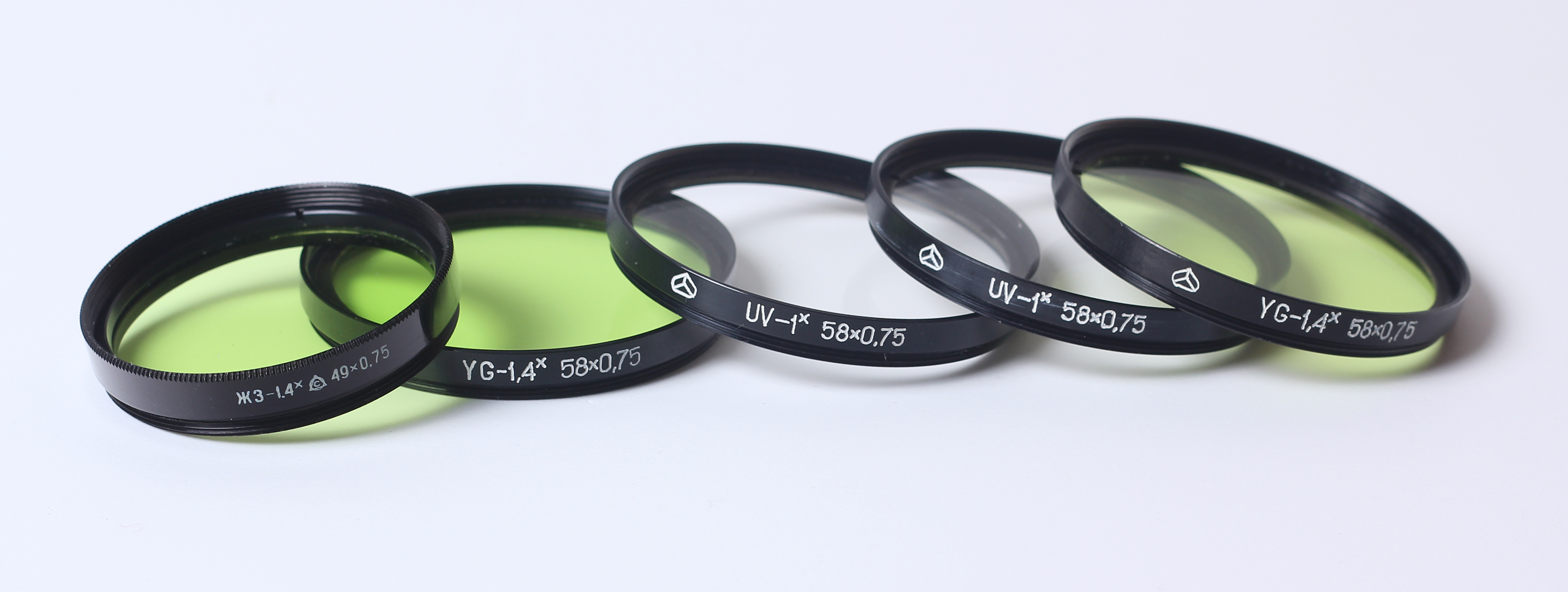

Un filtro ottico è uno strumento che trasmette, ovvero lascia passare selettivamente la luce con particolari proprietà come una o più lunghezza d'onda, una gamma di colore, una polarizzazione, o ne attenua l'intensità.
Sono comunemente usati in fotografia e in molti strumenti ottici. Quando sono usati in teatro, nelle luci di scena, sono detti gelatina.

## Filtri adassorbimento
I filtri ad assorbimento sono di solito fabbricati in vetro a cui sono stati aggiunti vari materiali o inorganici o organici. Questi componenti assorbono alcune lunghezze d'onda della luce lasciandone passare altre.
A volte si utilizzano materiali plastici (spesso policarbonato o acrilico) per produrre filtri di gel, più leggeri e meno costosi di quelli vitrei.

## Filtri ariflessione
I filtri a riflessione come i dicroici sono fabbricati rivestendo una lastra di vetro con uno strato otticamente attivo. Questi filtri riflettono le porzioni di luce non volute trasmettendo le altre.
Sono particolarmente indicati per lavori scientifici ad alta precisione, dato che la banda del filtro può essere selezionata con estrema precisione. Sono però meccanicamente molto più delicati e costosi dei filtri ad assorbimento.
Di solito ci si riferisce a questi filtri come dicroici, e possono essere utilizzati in strumenti come i prismi dicroici per separare un fascio di luce in un singolo componente cromatico.

## Filtrimonocromatici
I filtri monocromatici consentono il passaggio di una sola lunghezza d'onda, e quindi di un solo colore. Sono, oggi, in genere del tipo dicroico.
Con i filtri dicroici erano equipaggiati anche gli scanner a tamburo rotante. Servivano per ottenere le quattro separazioni CIAN, MAGENTA, YELLOW & BLACK da un originale a colori. Ogni separazione era corrispondente ad un inchiostro di stampa.

## Filtriinfrarosso
I filtri infrarosso (IR) o ad assorbimento di calore sono pensati per bloccare le lunghezze d'onda nell'area dell'infrarosso e lasciar passare la luce visibile. Vengono spesso utilizzati in strumenti o apparecchiature con lampade ad incandescenza (ad esempio proiettori) per evitare il surriscaldamento. Vi sono anche filtri vicino all'infrarosso che sono usati per compensare l'alta sensibilità di alcuni CCD a queste lunghezze d'onda.
In ambito fotografico i filtri infrarosso possono essere utilizzati per ottenere particolari effetti grafici, non replicabili tramite programmi di photo editing. I filtri più utilizzati per questa tipologia di fotografia hanno tipicamente la caratteristica di bloccare tutta la luce visibile fino ai 600nm, 750nm oppure 900nm.
Da notare che, assorbendo le lunghezze d'onda termiche tali filtri, se sottoposti a forte irraggiamento, si surriscaldano molto più degli altri, e possono necessitare di particolari accorgimenti per il raffreddamento, pena la rottura o danni alle apparecchiature ed all'operatore.

## Filtriultravioletto
I filtri ultravioletto (UV) bloccano le radiazioni ultraviolette lasciando passare la luce visibile. Dato che le pellicole fotografiche e i sensori digitali sono sensibili all'ultravioletto (che abbonda nella luce diurna) mentre l'occhio umano non lo è, questo tipo di luce, non filtrata, può generare un'immagine finale differente da quanto osservato all'atto della ripresa; portando, ad esempio, aberrazioni delle superfici maggiormente riflettenti o a soggetti lontani "nebbiosi".

## Filtrineutri
I filtri a densità neutrale (di colore grigio o leggermente riflettenti) hanno un'attenuazione costante sulle lunghezze d'onda visibili, e sono usati per ridurre l'intensità della luce riflettendone o assorbendone una porzione. Sono specificati dalla densità ottica del filtro, che è il negativo del logaritmo base 10 del coefficiente di trasmissione.
Sono utilizzati per effettuare esposizioni più lunghe, ad esempio per "eliminare" i soggetti in movimento durante l'esposizione o rendere omogeneamente liscia e "velata" l'acqua di una cascata o di uno specchio d'acqua fotografati in piena luce.

## Filtripassa-basso,passa-alto,passa-banda
Un filtro passa-alto è un filtro di vetro colorato che attenua le lunghezze d'onda inferiori e lascia passare le superiori. La lunghezza d'onda di taglio ({\displaystyle \lambda _{t}}) è quella lunghezza d'onda per cui la luce è attenuata di 1/e (≈36%).
La {\displaystyle \lambda _{t}} dipende dalle caratteristiche fisiche (spessore e indice di rifrazione) dello strato sottile di materiale depositato (coating) sulla superficie del vetro. Questo tipo di filtro viene spesso utilizzato per eliminare la componente ultravioletta della luce, come nei filtri per macchine fotografiche, oppure nel caso di {\displaystyle \lambda _{t}} maggiori per trasmettere solo la componente infrarossa della luce, come nei filtri dei telecomandi per gli elettrodomestici.
I filtri passa-basso si comportano in modo esattamente opposto, lasciando passare solamente le lunghezze d'onda inferiori e bloccando le superiori. Questo tipo di filtro viene spesso utilizzato per eliminare la componente infrarossa della luce oppure nel caso di {\displaystyle \lambda _{t}} inferiori per fare passare solo gli ultravioletti ed eliminare la componente visibile, come nel caso dei filtri per lampade UV.
I filtri passa-banda coniugano le prime due caratteristiche lasciando passare, ad esempio, solo la banda centrale della luce filtrata.

## Polarizzatori
Un polarizzatore è un filtro che lascia passare solo la luce a con una certa polarizzazione. 
Sono spesso di materiali compositi come nei filtri polaroid, utilizzati per gli occhiali da sole e in fotografia. 
Sono per lo più composti da materiali contenenti lamelle spaziate tra loro dell'ordine della lunghezza d'onda della luce incidente, e i più utilizzati al di fuori dell'ambito scientifico arrestano o attenuano la luce riflessa lungo la direzione ad esse ortogonale. La riflessione, specialmente per gli specchi d'acqua e le superfici bagnate, è parzialmente polarizzata, e parte di questa luce riflessa viene bloccata, consentendo ad esempio ad un pescatore di vedere sotto la superficie dell'acqua. Due filtri polarizzatori sovrapposti ed orientati ortogonalmente danno un effetto di quasi totale oscuramento dell'immagine.

Anche la luce del cielo è in parte polarizzata, specie da alcune direzioni, vengono quindi utilizzati filtri polarizzatori per scurire il colore del cielo senza però aggiungere altri colori agli altri oggetti. Nelle fotografie bianco-nero o colore, per controllare la riflessione degli oggetti e dell'acqua, tali filtri sono spesso utilizzati.